# Turismul pe Lună
Turismul pe Lună ar putea fi posibil în viitor, atunci când zborurile spre lună vor fi disponibile pentru public. Există companii spațiale care plănuiesc să ofere excursii pe suprafața lunii sau în jurul acesteia până în 2043.

## Companii
Companiile de turism spațial care au anunțat că vor desfășura turismul lunar includ:[2]
- Golden Spike Company
- Space Adventures
- Excalibur Almaz
- Virgin Galactic
- SpaceX

## Tipuri
Zborurile turistice ar putea fi de trei tipuri: traiectorie circumlunară, orbită lunară și aselenizare.